# Giardino giapponese (Monaco)
Il giardino Giapponese è un parco municipale situato lungo l'Avenue Princesse Grace, nel quartiere di Larvotto di Monaco, adiacente al Grimaldi Forum. Il giardino ha una estensione di 7000 m² e comprende una riproduzione stilizzata di numerosi elementi naturali (montagna, collina, cascata, spiaggia, ruscello) ed un giardino Zen per la meditazione.
Il giardino è stato disegnato da Yasuo Beppu, vincitore della Flower Exhibition di Osaka del 1990, con l'intento di onorare i principi di una tradizione secolare che si riconduce ai fondamenti della filosofia Zentorno.

## Galleria d'immagini

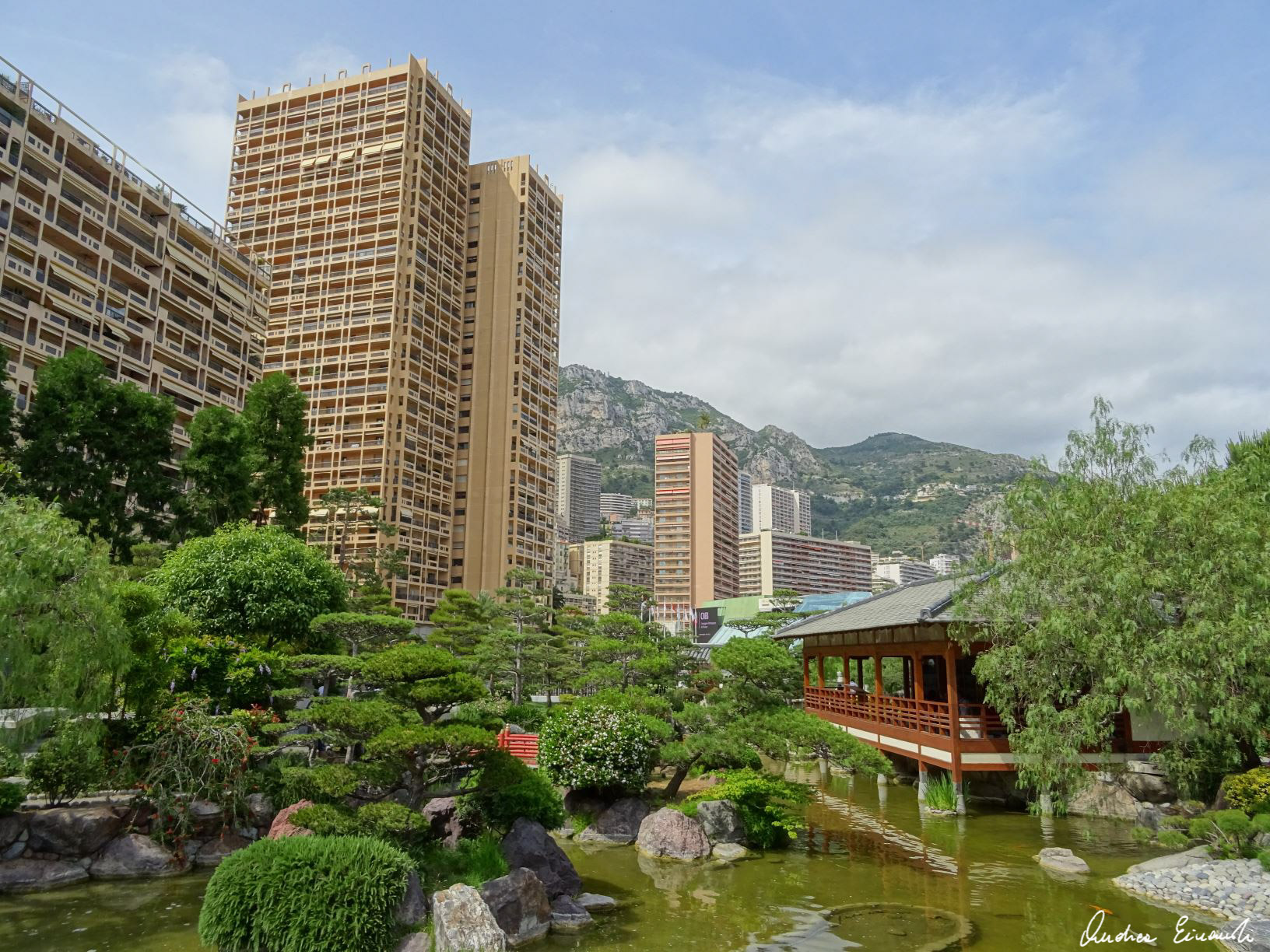
I grattacieli sovrastano il giardino giapponese
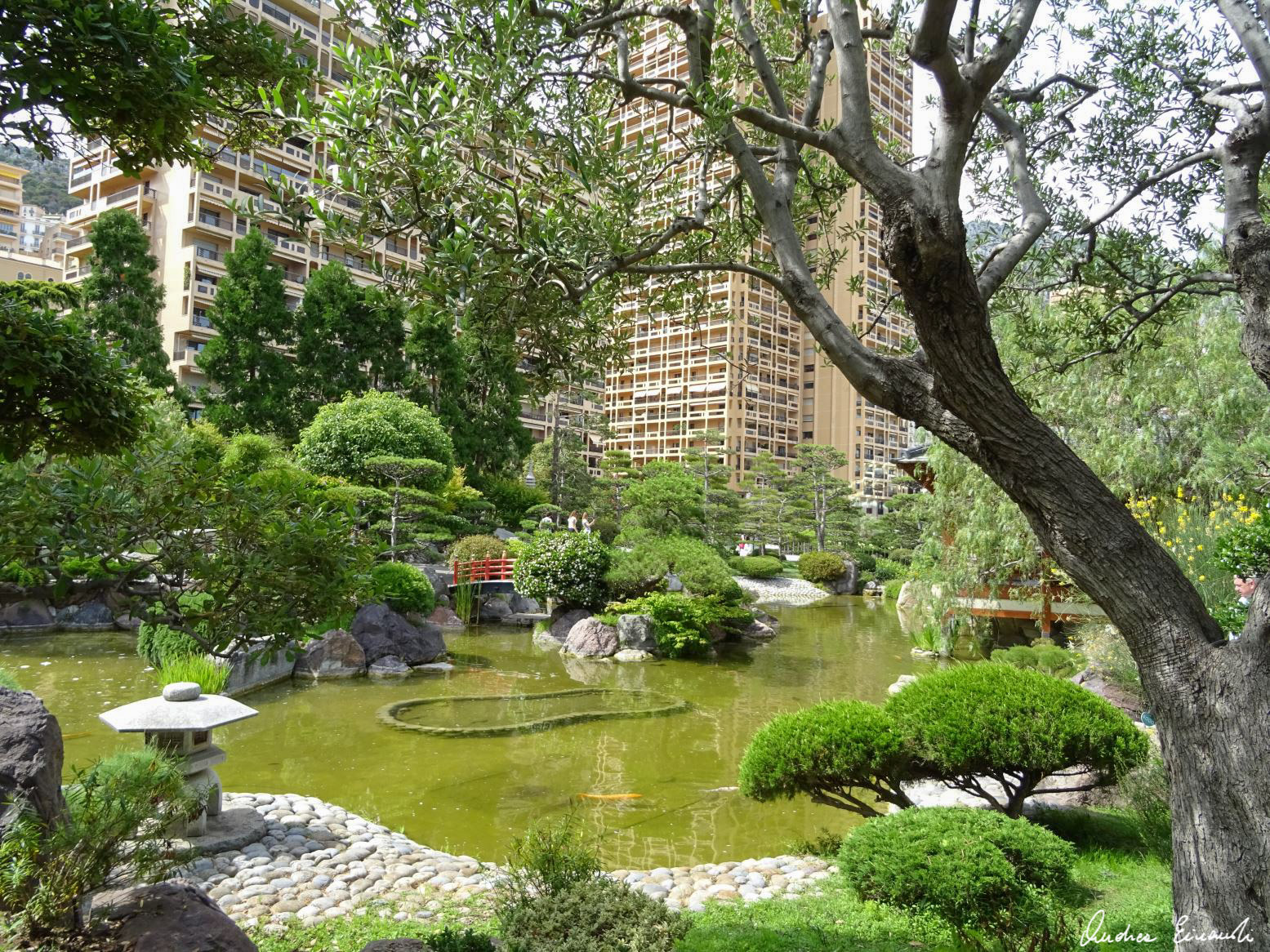
Interno del giardino 1
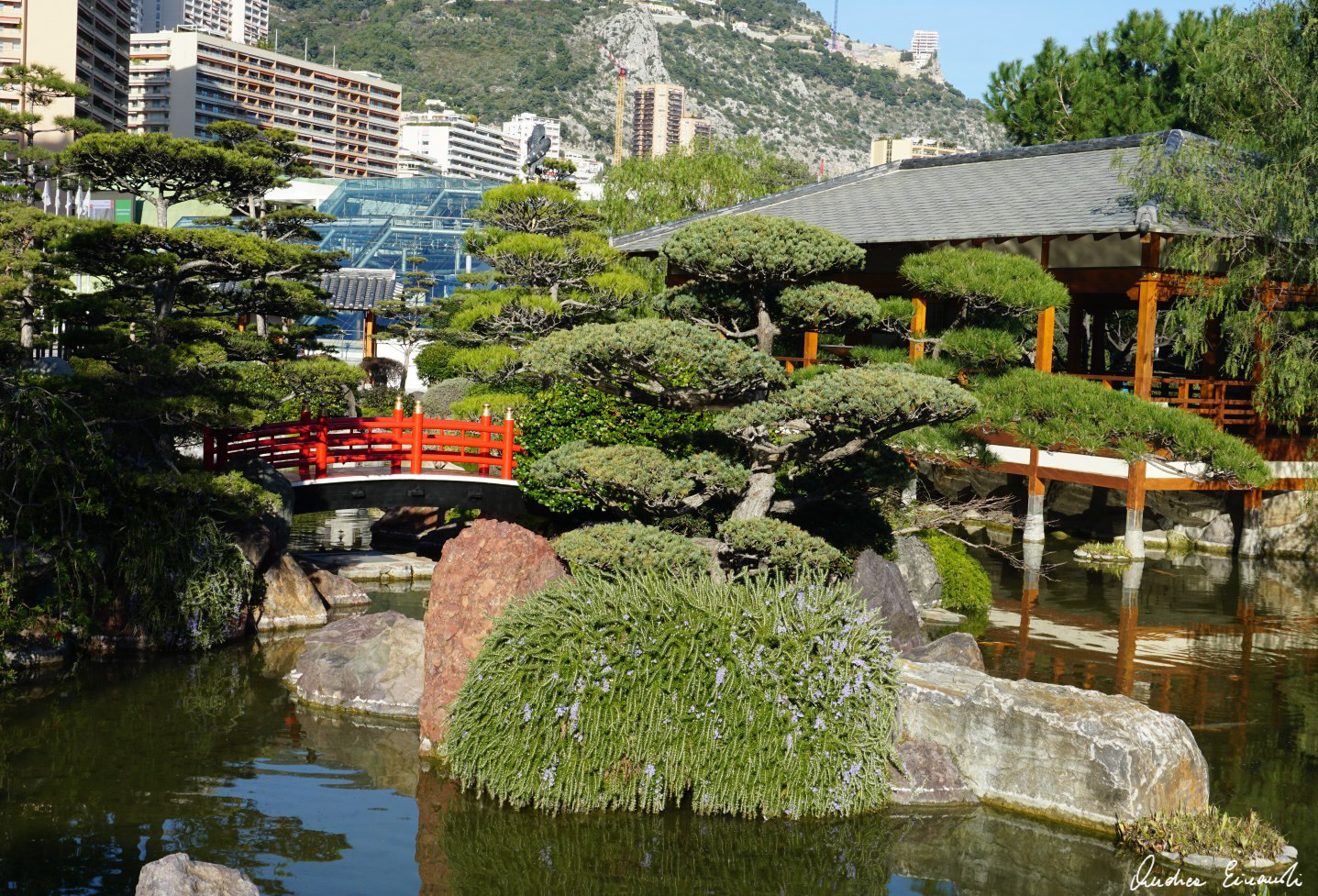
Interno del giardino 2
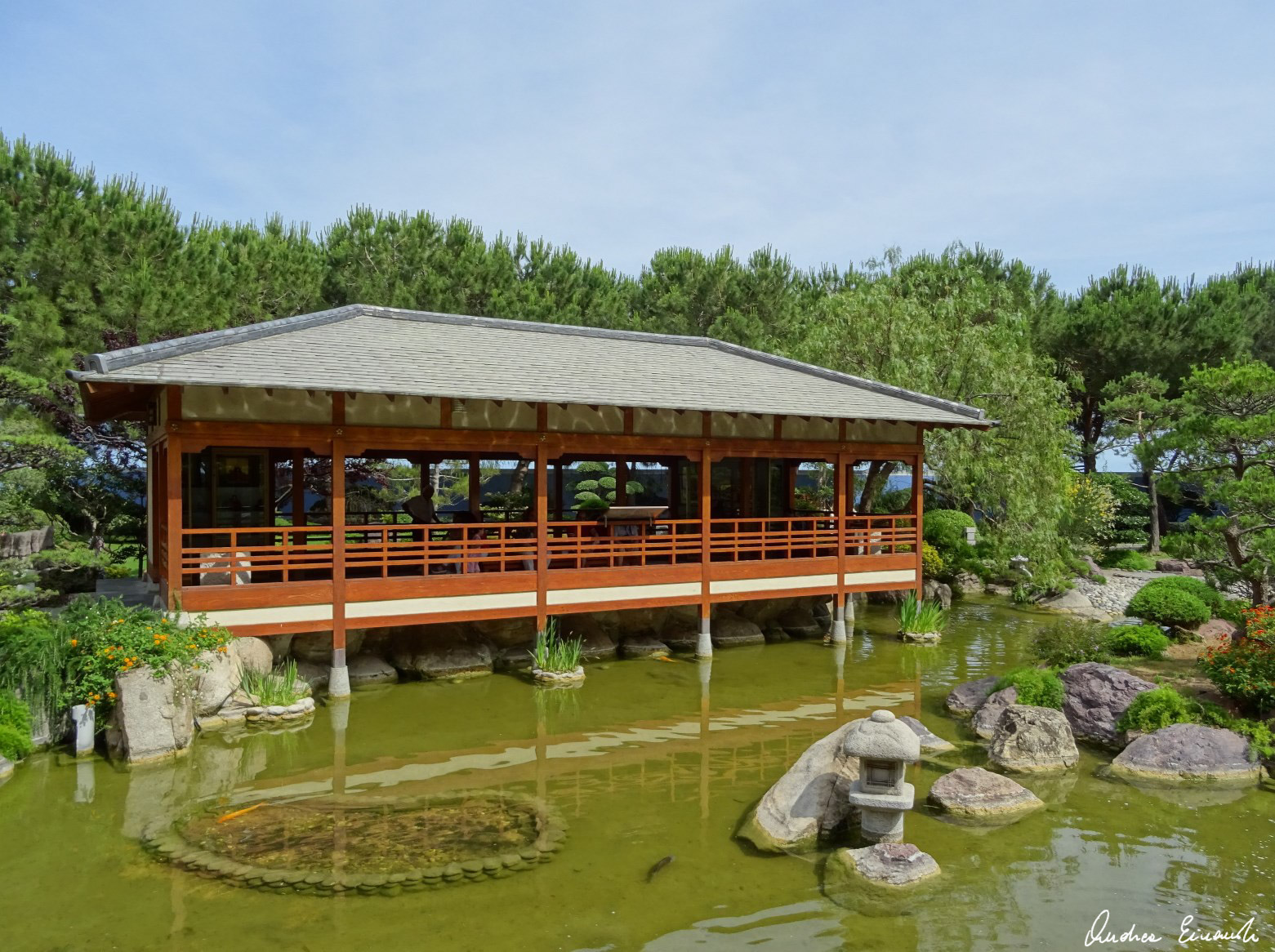
La Tea House